# Бажирское муниципальное образование
Бажирское сельское поселение — муниципальное образование со статусом сельского поселения в Заларинском районе Иркутской области России.
Административный центр — посёлок Бажир.

## Население
| 2010  | 2011  | 2012  | 2013  | 2014  | 2015  | 2016  |
| ----- | ----- | ----- | ----- | ----- | ----- | ----- |
| 1158  | ↘1156 | ↗1215 | ↗1258 | ↗1278 | ↘1237 | ↗1251 |
| 2017  |       |       |       |       |       |       |
| ↗1265 |       |       |       |       |       |       |

По результатам Всероссийской переписи населения 2010 года
численность населения муниципального образования составила 1158 человек, в том числе 570 мужчин и 588 женщин.

## Населённые пункты
В состав муниципального образования входят населённые пункты
- Бажир
- Багантуй
- Илганское
- Красное Поле
- Московская
- Тунгуй